# Václav Korelus
Václav Korelus (1921. október 27. – ?) cseh nemzetközi labdarúgó-játékvezető.

## Pályafutása

### Nemzeti játékvezetés
1959-ben lett az I. Liga játékvezetője. Az aktív nemzeti játékvezetéstől 1965-ben vonult vissza.

### Nemzetközi játékvezetés
A Csehszlovák labdarúgó-szövetség Játékvezető Bizottsága (JB) terjesztette fel nemzetközi játékvezetőnek, a Nemzetközi Labdarúgó-szövetség (FIFA) 1961-től tartotta nyilván bírói keretében. Több nemzetek közötti válogatott és klubmérkőzést vezetett, vagy működő társának partbíróként segített. A csehszlovák nemzetközi játékvezetők rangsorában, a világbajnokság-Európa-bajnokság sorrendjében többedmagával a 25. helyet foglalja el 1 találkozó szolgálatával. Az aktív nemzetközi játékvezetéstől 1965-ben  búcsúzott. Válogatott mérkőzéseinek száma: 6.

#### Olimpia
Az 1964. évi nyári olimpiai játékok labdarúgó tornájának mérkőzésein a FIFA JB bíróként alkalmazta.
| Időpont           | Helyszín                | Mérkőzés típusa           | Mérkőzés                      | Eredmény | Nézők száma |
| ----------------- | ----------------------- | ------------------------- | ----------------------------- | -------- | ----------- |
| 1964. október 13. | Komazawa Stadion, Tokió | előselejtező (A. csoport) | Egyesült Német csapat–Románia | 1 : 1    | 18 970      |

## Statisztika

### Nemzetközi válogatott mérkőzései
| #  | Dátum                | Helyszín                | Hazai         | Eredmény | Vendég       | Kiírás       | Gólok | Esemény |
| -- | -------------------- | ----------------------- | ------------- | -------- | ------------ | ------------ | ----- | ------- |
| 1. | 1961. június 25.     | Chorzów, Stadion Śląski | Lengyelország | 1 – 1    | Jugoszlávia  | vb-selejtező | -     |         |
| 2. | 1961. október 8.     | Bécs, Práter-stadion    | Ausztria      | 2 – 1    | Magyarország | barátságos   | -     |         |
| 3. | 1962. szeptember 16. | Lipcse, Zentralstadion  | NDK           | 2 – 2    | Jugoszlávia  | barátságos   | -     |         |
| 4. | 1964. április 23.    | Kijev, Központi stadion | Szovjetunió   | 1 – 0    | Bulgária     | barátságos   | -     |         |
| 5. | 1965. május 16.      | Krakkó, Wisla Stadion   | Lengyelország | 1 – 1    | Bulgária     | barátságos   | -     |         |
|    | Összesen             |                         |               | 5        | mérkőzés     |              |       |         |